# Colin McRae Rally 04
Colin McRae Rally 04 est un jeu vidéo de course de rallye développé et édité par Codemasters, sorti en 2003 sur Windows, PlayStation 2 et Xbox. Il fait partie de la série Colin McRae Rally.

## Système de jeu
Il existe 5 modes de jeu :
- Le mode "championnat" qui permet de courir toutes les spéciales des rallyes des 8 pays.
- Le mode "rallye" qui permet de courir toutes les spéciales d'un pays au choix.
- Le mode "spéciales" qui permet de courir une spéciale au choix.
- Le mode "course rapide" qui permet une course avec une voiture aléatoire sur une spéciale aléatoire.
- Le mode "réseau" qui permet de jouer en réseau local ou sur internet.

## Liste des voitures
Les voitures du jeu sont classées en 4 catégories :
- 4 roues motrices :
  - Citroën Xsara
  - Subaru Impreza WRX 44S
  - Ford Focus
  - Mitsubishi Lancer Evo VII
  - Peugeot 206
- 2 roues motrices
  - MG ZR Super 1600
  - Citroën Saxo Kit Car
  - Ford Puma Super 1600
  - Fiat Punto Super 1600
  - Volkswagen Golf
- Groupe B :
  - Audi Sport Quattro
  - Lancia 037
  - Peugeot 205 T16 Evo 2
  - Ford RS200
- Bonus :
  - MGC GTS Sebring Special
  - Lancia Delta Integrale
  - Citroën 2CV Sahara
  - Ford Escort RS 1600
  - Ford Transit
  - Mitsubishi Pajero
  - Subaru Impreza 22B Sti